# Chloridolum laotium
Chloridolum laotium là một loài bọ cánh cứng trong họ Cerambycidae.